# آمریکایی‌های بنگلادشی
آمریکایی‌های بنگلادشی (بنگالی: বাংলাদেশী মার্কিনী) آمریکایی‌های بنگلادشی‌تبار هستند. اکثر آمریکایی‌های بنگلادشی بنگالی و بزرگ‌ترین گروه بنگالی آمریکایی تشکیل می‌دهند. مهاجران بنگلادشی از اوایل دهه ۱۹۷۰ به تعداد زیادی وارد ایالات متحده شده‌اند و به یکی از جوامع قومی در حال رشد در آن دهه تبدیل شدند. شهر نیویورک، محل زندگی دو سوم جمعیت بنگلادشی آمریکا است. پاترسون، نیوجرسی؛ آتلانتیک سیتی، نیوجرسی؛ بوفالو، نیویورک؛ و همچنین فیلادلفیا، پنسیلوانیا، لس آنجلس، بوستون، آتلانتا، سانفرانسیسکو، دیترویت، شیکاگو، فلوریدا، دالاس، هیوستون، شارلوت، آستین، همترامک، میشیگان، و رنو، بنگلاده نوادا کانون اجتماعات مهم ایشان هستند.

## افراد برجسته

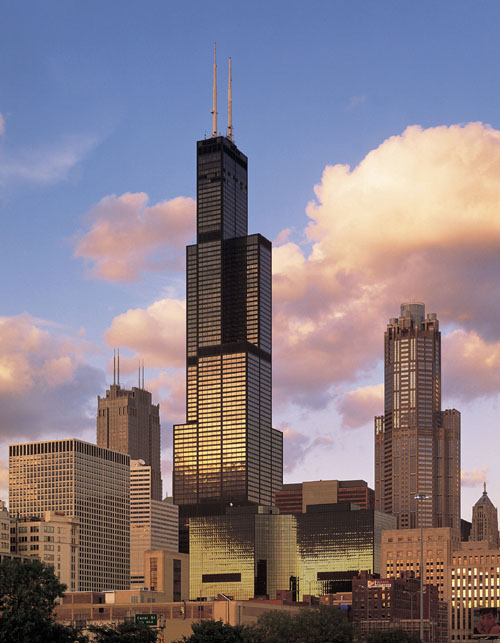
برج سیرز (برج ویلیس کنونی) توسط فضل الرحمن خان طراحی شده‌است. این بلندترین ساختمان در جهان برای بیش از دو دهه بود.

- میر معصوم علی – جورج و فرانسیس بال، استاد ارجمند آمار، دانشگاه ایالتی بال
- آریانا افسر – خانم سابق کالیفرنیا؛ در ۱۰ مسابقه برتر دوشیزه آمریکا در سال ۲۰۱۱ قرار گرفت
- سیف احمد - برنده سری جهانی پوکر
- سانجوی - نوازنده بنگلادشی-آمریکایی، تهیه‌کننده موسیقی الکترونیک و دی جی.
- مقصودالعلم (متوفی ۲۰۱۴) - دانشمند و استاد دانشگاه هاوایی
- جلال علمگیر (متوفی ۲۰۱۱) - دانشمند علوم سیاسی و استاد دانشگاه ماساچوست
- Rais Bhuiyan - بازمانده تیراندازی و فعال
- هانسن کلارک - کنگره ایالات متحده در سال ۲۰۱۰، از مجلس نمایندگان میشیگان
- حسن محمد الهی – هنرمند میان رشته‌ای رسانه
- M. Zahid Hasan، دانشمند و استاد فیزیک کوانتومی در دانشگاه پرینستون - که به خاطر اکتشافات مهم در فیزیک کوانتومی شهرت دارد.[۲] عضو آکادمی هنر و علوم آمریکا.[۳]
- فضل حسین - استاد مهندسی مکانیک و علوم زمین در دانشگاه هیوستون
- ابوالحسام - مخترع فیلتر آرسنیک سونو
- عمر اشراق - مدیر بازرگانی، رئیس اینتل و مدترونیک
- عبد سوتار خان - شیمیدان و مخترع سوخت جت
- بدرالخان - بنیانگذار آموزش الکترونیکی مدرن
- فضل الرحمن خان - پیشگام مهندسی سازه مدرن
- سلمان خان - بنیانگذار آکادمی خان، یک سازمان آموزشی غیرانتفاعی
- جاوید کریم، یکی از بنیانگذاران یوتیوب؛ طراحی بخش‌های کلیدی پی پال
- عمران خان (تجار) - سرمایه‌گذار فناوری و کارآفرین. مدیر ارشد استراتژی Snap Inc، پیشرو در IPO گروه علی بابا، پیشرو Snap IPO
- شوو روی - اختراع مشترک کلیه مصنوعی، MEMS پزشکی، دانشمند و مهندس بنگلادشی-آمریکایی.
- محمد عطاءالکریم – مهندس برق[۴]
- سومایا کازی – بنیانگذار سومازی که توسط بلومبرگ بیزنس‌ویک به عنوان یکی از بهترین کارآفرینان جوان آمریکا شناخته شده‌است.
- سزان محمود – رمان‌نویس برنده جایزه[۵]
- شومی پاتواری – طراح و کارگردان موزیک ویدیو
- اقبال کوادیر – بنیانگذار Grameenphone، بزرگ‌ترین شرکت تلفن همراه بنگلادش. ریاست مرکز Legatum MIT را بر عهده داشت
- کمال کوادیر – کارآفرین؛ دو شرکت کلیدی فناوری بنگلادش، CellBazaar و bKash را تأسیس کرد
- آنیکا رحمان – مدیر عامل خانم بنیاد زنان
- بدل روی – نوازنده تبلا، نوازنده سازهای کوبه ای و هنرمند ضبط
- ریحان سلام - مفسر سیاسی محافظه کار آمریکایی؛ وبلاگ نویس در The American Scene ; دستیار سردبیر ماهنامه آتلانتیک
- شیخی – خواننده؛ مؤلف گروه صنعتی Android Lust
- سانجوی، نوازنده بنگلادشی-آمریکایی، تهیه‌کننده موسیقی الکترونیک و دی جی
- جی ولف، تهیه‌کننده موسیقی الکترونیک
- آصف اعظم صدیقی – مورخ فضایی؛ استادیار تاریخ در دانشگاه فوردهام
- عثمان صدیق – سفیر سابق آمریکا
- پالباشا صدیق – خواننده
- ناراسینگا سیل - استاد تاریخ در دانشگاه وسترن اورگان
- '''Dr. Sujan Dass''' - نویسنده، ناشر، فعال و سخنگوی مجمع خدایان و زمین‌ها
- Marjana Chowdhury - مدل بنگلادشی-آمریکایی، بشردوست و ملکه زیبایی دوشیزه بنگلادش ایالات متحده آمریکا
- مونیکا یونس – سوپرانوی اپرا بنگلادشی-روسی-آمریکایی
- آنیک خان - خواننده رپ بنگلادشی-آمریکایی.